# Industrie- und Handelskammer zu Dortmund

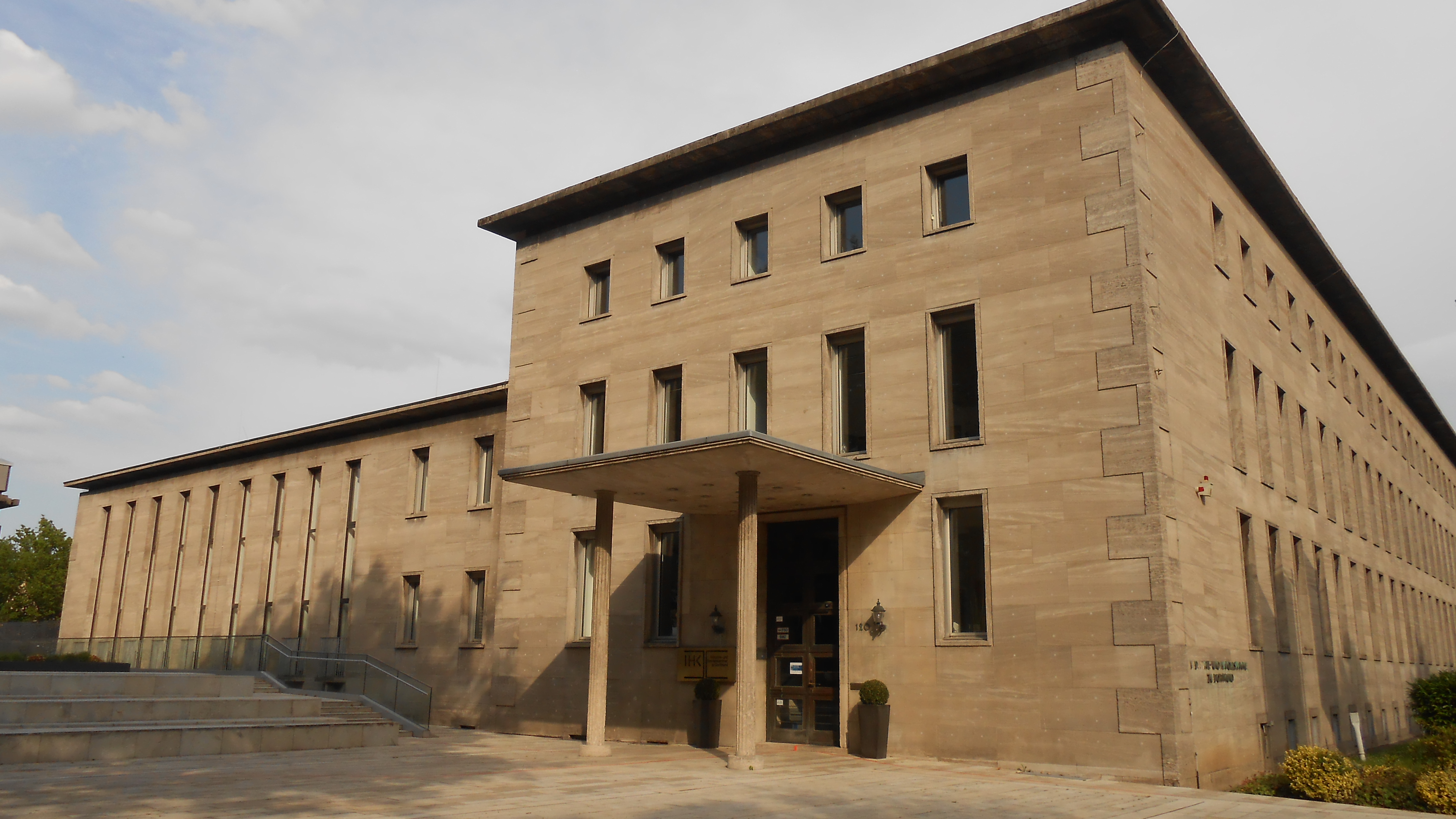
Hauptgebäude der IHK Dortmund

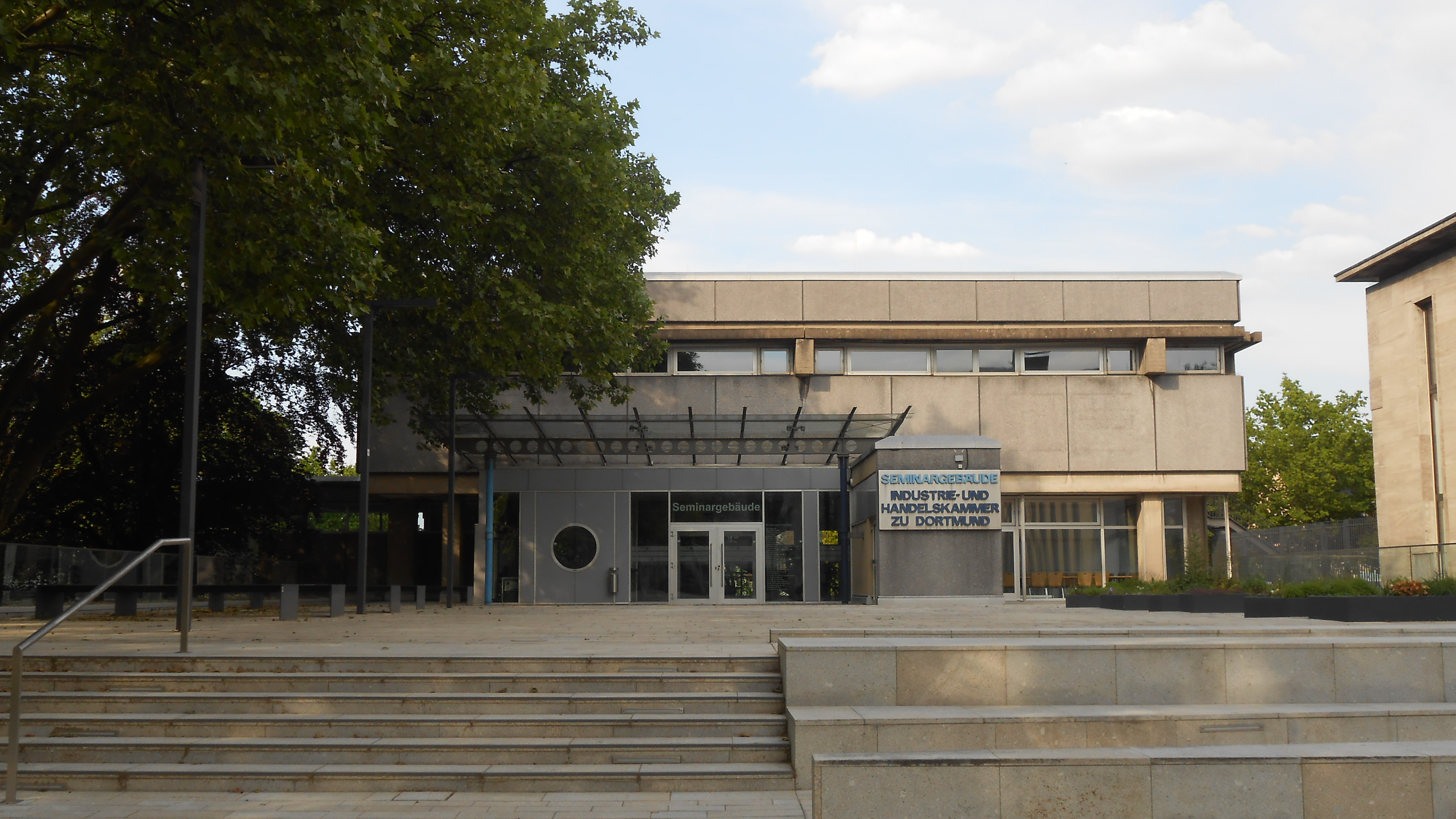
Seminargebäude der IHK Dortmund

Die Industrie- und Handelskammer zu Dortmund ist als Organ zur Vertretung regionaler industrieller und kaufmännischer Interessen zuständig für Dortmund, Hamm und den Kreis Unna. Ihren Sitz hat die Kammer im Gebäude Märkische Straße 120 in Dortmund, das für diesen Zweck 1929–1930 nach dem aus einem Architekturwettbewerb hervorgegangenen Entwurf der Dortmunder Architekten Karl Pinno und Peter Grund errichtet, nach dem Zweiten Weltkrieg mit kleinen Veränderungen wiederaufgebaut und in den 1970er Jahren um ein separates Seminargebäude ergänzt wurde.

## Geschichte
Wilhelm Overbeck und Wilhelm von Born standen an der Spitze einer Gruppe von 42 Dortmunder Kaufleuten, die am 13. Mai 1860 die Gründung einer Handelskammer beim zuständigen preußischen Handelsministerium ersuchten. König Wilhelm I. unterzeichnete das Gründungsdokument am 13. April 1863. Ab 1924 hießen die Handelskammern in Preußen Industrie- und Handelskammern.
Wilhelm von Born war ab 1864 stellvertretender Präsident und ab 1876 Präsident der Handelskammer. Das Amt des Präsidenten bekleideten zahlreiche weitere bedeutende Unternehmer und Manager wie Wilhelm Overbeck (1864–1876), Josef Massenez (1885–1891), Hermann Brauns (1892–1905), Eduard Kleine (1905–1914) und Heinrich Jucho (1924–1932). Hauptgeschäftsführer ab 1980 war Walter Aden, der zuvor bei der IHK Oldenburg tätig war.